# Front du Sud-Est
Le front du Sud-Est est une unité militaire soviétique de la Grande Guerre patriotique.

## Historique opérationnel
Il fut créé le 3 août 1942, à partir de l'aile sud du front de Stalingrad, pour faire face à l’arrivée au sud de la ville de la 4. Panzerarmee, qui multipliait par deux la taille du front à gérer.
Lors de sa formation, il a pour commandant Andreï Ieremenko et regroupe les trois armées suivantes :
- la 51e armée (Kolomiets) ;
- la 57e armée (Tolboukhine) ;
- la 64e armée (Choumilov).

Lui est aussi affecté l'état major de la 1re armée de chars, qui sert de noyau à l'état major du front et dont les unités, très affaiblies par leur offensive ratée de juillet, servent à renforcer la 62e armée.
L'organisation initiale des deux fronts ne prenait en compte que les secteurs de combats en cours (nord-est de la boucle du Don et région de l'Aksai), elle prenait la rivière Tsarytsa comme séparation entre le deux fronts, coupait en deux la ville de Stalingrad et subordonnait ainsi l'organisation de sa défense aux deux états-majors. Elle est revue le 6 août 1942 pour rendre plus cohérente l'organisation de la défense contre une offensive allemande qui vise ostensiblement la ville de Stalingrad : le front de Stalingrad du général Gordov est subordonné au front du Sud-Est et Gordov devient second d’Eremenko.
Le front du Sud-Est réussit à bloquer la progression de la IV. Panzerarmee dans la deuxième semaine d’aout et réussit même à la faire reculer dans la région de Tingouta et d’Abganerovo, jusqu’au 28 août 1942 où, en reculant son axe d’attaque de 50 km à l’ouest Hoth surprend la 126e division sibérienne et perce dans la région de Zety. Cette manœuvre oblige la 64e armée, menacée d’encerclement, à reculer et permet aux Allemands de couper la ville du reste des lignes soviétiques dans les premiers jours de septembre 1942.
Durant le reste de la bataille de Stalingrad le front du Sud-Est tient la ville encerclée et le flanc sud des forces de l’Axe, notamment la cloche de Beketovka et les environs de Krasnoiamersk, d’où partiront la pince sud de la contre-offensive soviétique lors de l’opération Uranus, à laquelle les troupes du front du Sud-Est participeront sous le nom de front de Stalingrad.
Le 28 septembre 1942, le commandement unifié est supprimé et le 30 septembre 1942 le front du Sud-Est, dont dépend la 62e armée qui est chargée de la défense à l’intérieur de la ville, est renommé front de Stalingrad alors que le front de Stalingrad, positionné au nord de la ville jusqu’au Don devient le front du Don.

## Commandants
- 3 août 1942 : colonel général Andreï Ieremenko